# Doneztebe
Doneztebe település Spanyolországban, Navarra autonóm közösségben. Doneztebe Bertizarana, Elgorriaga, Sunbilla, Oitz, Donamaria, Ituren és Legasa községekkel határos. Lakosainak száma 1860 fő (2024).

## Népesség
A település népessége az elmúlt években az alábbi módon változott:
| Lakosok száma | 1407 | 1479 | 1522 | 1647 | 1694 | 1644 | 1732 | 1726 | 1823 | 1860 |
|               | 2001 | 2004 | 2007 | 2009 | 2012 | 2014 | 2017 | 2019 | 2022 | 2024 |